# Чучулены
Чучулены (рум. Ciuciuleni, Чучулень) — село в Хынчештском районе Молдавии. Относится к сёлам, не образующим коммуну.

## География
Село расположено на высоте 198 метров над уровнем моря.

## Достопримечательности
Летом 2013 года в селе, перед входом в примэрию, был установлен и открыт четырёхметровый памятник жертвам сталинских депортаций. Всего из села в 1940-х годах в Сибирь было депортировано более 300 человек. Памятник был спроектирован и построен по инициативе одного жителя села. Стоимость памятника составляла более 190 тысяч лей, часть этих денег была собрана самими депортированными.

## Население
По данным переписи населения 2004 года, в селе Чучулень проживает 5111 человек (2502 мужчины, 2609 женщин).
Этнический состав села:
| Национальность | Число жителей | Процентный состав |
| -------------- | ------------- | ----------------- |
| молдаване      | 5053          | 98.87             |
| румыны         | 42            | 0.82              |
| украинцы       | 6             | 0.12              |
| русские        | 4             | 0.08              |
| болгары        | 2             | 0.04              |
| гагаузы        | 1             | 0.02              |
| прочие         | 3             | 0.06              |
| Всего          | 5111          | 100 %             |